# Plutarchia
Plutarchia é um género botânico pertencente à família Ericaceae.